# Detonella papillicornis
Detonella papillicornis är en kräftdjursart som först beskrevs av Richardson 1904.  Detonella papillicornis ingår i släktet Detonella och familjen Detonidae. Inga underarter finns listade i Catalogue of Life.